# Mathias Engel
Mathias Engel (* 16. Oktober 1905 in Köln; † 23. Juni 1994 in Carlstadt, New Jersey) war ein deutscher Bahnradsportler.

## Biographie
Mathias Engel entstammte wie Toni Merkens und Albert Richter der sogenannten „Kölner Fliegerschule“. 1926 und 1927 gewann er als Amateur den Sprint-Klassiker Grand Prix de Paris, 1927 den Grand Prix Kopenhagen. Bei den Bahn-Weltmeisterschaften 1927 in Köln wurde er Amateur-Weltmeister im Sprint vor heimischem Publikum.
1928 wurde Engel wegen Verletzung der Amateurstatuten (er hatte an seinem Rahmen den Reklameschriftzug der Firma Opel aufgetragen und ein Auto als Geschenk angenommen) vom Bund Deutscher Radfahrer zum Berufsfahrer erklärt. Daraufhin trat er im selben Jahr offiziell zu den Profis über. Als solcher wurde er dreimal Deutscher Meister im Sprint (1928, 1929, 1932). 1929 und 1930 gewann er den Großen Preis von Deutschland. 1929 gewann er den Großen Preis von Berlin. 1932 belegte er bei den Bahn-Weltmeisterschaften in Rom den dritten Platz im Sprint, hinter Jef Scherens und Lucien Michard.
1929 wurde Mathias Engel gemeinsam mit Max Schmeling mit dem „Goldenen Band“ des „Verbandes der Sportjournalisten Berlin-Brandenburg“ ausgezeichnet. Engel war mit einer jüdischen Frau verheiratet; aus diesem Grunde verließ er 1937 Deutschland und wanderte mit der Hilfe des ehemaligen Radrennfahrers Victor Hopkins in die USA aus, wo er noch im selben Jahr nationaler Meister im Sprint wurde. Später arbeitete er als Handlanger bei Bahnradrennen, dann eröffnete er in Nutley (New Jersey), wo sich bis 1942 eine offene Radrennbahn befand, das Fahrradgeschäft Nutley Sport Shop, das er bis 1964 führte.

## Erfolge
1926
- Grand Prix de Paris (Amateure)
- Deutscher Meister (Amateure) – Sprint, Mannschaftsverfolgung (RC Adler Köln mit Paul Oszmella, Peter Steffes, Viktor Rausch, Jean Schorn und Paul Hanf)

1927
- Weltmeister – Sprint (Amateure)
- Grand Prix de Paris (Amateure)
- Deutscher Meister (Amateure) – Sprint

1928
- Deutscher Meister – Sprint

1929
- Deutscher Meister – Sprint

1932
- Weltmeisterschaft – Sprint
- Deutsches Reich Deutscher Meister – Sprint

1937
- US-amerikanischer Meister – Sprint